# Zerrin Özer
Zerrin Özer (* 4. November 1957 in Ankara) ist eine türkische Popsängerin.

## Leben
Zerrin Özer ist die jüngere Schwester von Tülay Özer und alevitisch. In Ankara hat sie die Grundschule, Mittelschule und Oberschule erfolgreich abgeschlossen. Ihr größtes Vorbild war die amerikanische Sängerin Janis Joplin. 1990 heiratete sie den Musiker Alper Önal, von dem sie sich 1991 wieder trennte. 2006 heiratete sie Levent Süren.

## Karriere
1975 nahm sie beim türkischen Sender TRT bei einem Gesangswettbewerb teil und gewann den ersten Platz. Das war auch ihr erster Schritt in ihre Musikkarriere. Unter anderem bekam sie Unterstützung von ihrer Schwester Tülay Özer. 
Ihr erstes Album „Bizler ve Sizler - Yalvaririm“ kam 1976 auf den Markt. Das Album wurde damals von der Firma „Kent Plak“ veröffentlicht. Danach war sie beim Istanbul-Gelisim-Orchester als Sängerin und Tänzerin tätig. 1979 brachte sie mit der Unterstützung des Sängers Orhan Gencebay das Album „Gönül“ auf den Markt für welches sie Platin bekam. 1980 kam ihr drittes Album „Seni Seviyorum“ auf den Markt, welches ebenfalls ein großer Erfolg wurde. 1982 gab sie zusammen mit dem Sänger Eyfel Kulesi in Paris ein Konzert unter dem Namen „Binbir Gece“.  Sie erhielt zahlreiche Musikpreise.
1991 floppte ihr Album „Sevdigini Bil“ und sie zog sich vorübergehend aus dem Musikgeschäft zurück. Im Jahr 1996 kehrte mit dem Album „Zerrin Özer“ zurück, und ein Jahr darauf brachte sie das Album „Zerrin Özer 97“ heraus. Beide wurden wieder ein großer Erfolg. 2000 wurde sie mit ihrem Album „Bir Zerrin Özer Arsivi“ mit dem Preis „Bestes Album 2000“ ausgezeichnet. 

## Diskografie

### Alben
- 1980: Seni Seviyorum
- 1980: Sevgiler
- 1981: ...Ve Zerrin Özer
- 1982: Gelecek Misin?
- 1984: Mutluluklar Dilerim
- 1986: Kırmızı
- 1986: Evcilik Oyunu
- 1987: Dayanamıyorum
- 1988: Dünya Tatlısı
- 1990: İşte Ben...
- 1991: Sevildiğini Bil
- 1992: Olay Olay
- 1996: Zerrin Özer
- 1997: Zerrin Özer '97
- 2003: Ölürüm Ben Sana
- 2005: Ve Böyle Bir Şey
- 2007: Zerrin Özel
- 2007: Ömür Geçiyor

### Kollaborationen
- 2009: Emanet (mit Sabiha Akdemir)

### Kompilationen
- 2000: Bir Zerrin Özer Arşivi
- 2002: Ben

### EPs
- 2010: Yerin Hazır
- 2017: 1 Şarkı 2 Zerrin

### Singles (Auswahl)
- 1984: Son Mektup
- 1996: Paşa Gönlüm
- 1997: Kıyamam
- 2023: Basit Numaralar

## Bücher
- Zerrin Özer: Bir Sarisin Kücük Kiz

## Preise
- 1975: TRT-Gesangswettbewerb Platz 1
- 1979: Platin für das Album „Gönül“
- 1996: Kral Türkiye Müzik Award in der Kategorie Beste Pop-Musikerin
- 2000: Kral Türkiye Müzik Award in der Kategorie Beste Pop-Musikerin
- 2000: Das Album „Bir Zerrin Özer Arsivi“ wurde mit dem Preis „Beste Album 2000“ ausgezeichnet
- 2001: Das Album „Ben“ wurde mit dem Preis „Das Meistverkaufte Album 2001“ ausgezeichnet
- 2005: Das Album „Ve Böyle Bir Sey“ wurde mit Platin ausgezeichnet

| Personendaten    | Personendaten                    |
| ---------------- | -------------------------------- |
| NAME             | Özer, Zerrin                     |
| KURZBESCHREIBUNG | türkisch-alevitische Popsängerin |
| GEBURTSDATUM     | 4. November 1957                 |
| GEBURTSORT       | Ankara                           |